# سیاوش طهمورث
حسن طهمورث‌نیا تاش مشهور به سیاوش طهمورث تاش (زادهٔ ۳ اسفند ۱۳۲۵) بازیگر و هنرمند ایرانی عرصه تئاتر، سینما، تلویزیون است.

## زندگی
فعالیت او در تئاتر محدود به بازیگری نبوده بلکه در مقام کارگردانی نیز آثاری را در ادوار مختلف جشنواره تئاتر فجر عرضه کرده است. از جمله در چهاردهمین جشنواره تئاتر فجر در سال ۱۳۷۴ که صورت به صورت را در کنار رقبای شاخصی نظیر قطب‌الدین صادقی با نمایش مویه جم، حسین نوری با نمایش شهود، چیستا یثربی با نمایش سرخ سوزان و کوروش تهامی با نمایش فردا به روی صحنه برد.

## آثار

### سینمایی
- هفتاد سی (۱۴۰۲، بهرام افشاری)
- هناس (۱۴۰۰، حسین دارابی)[۳]
- غلامرضا تختی (۱۳۹۷، بهرام توکلی)
- معکوس (۱۳۹۷، پولاد کیمیایی)
- قرارمون پارک شهر (۱۳۹۵، فلورا سام)
- مرگ نامهء سهراب (۱۳۹۶)
- عکس خصوصی (۱۳۹۴)
- افسونگر (۱۳۹۲، حسین تبریزی)
- کیمیا و خاک (۱۳۸۷، عباس رافعی)
- تسویه‌حساب (۱۳۸۶، تهمینه میلانی)
- این ترانه عاشقانه نیست (۱۳۸۴، رحمان رضایی)
- راه طی‌شده (۱۳۸۴، عباس رافعی)
- رستگاری در هشت و بیست دقیقه (۱۳۸۳، سیروس الوند)
- خانه‌ای در شن (۱۳۸۲، اردشیر افشین راد)
- فراری (۱۳۸۱، رضا جعفری)
- مسافر ری (۱۳۷۹، داوود میرباقری)
- چشم‌هایش (۱۳۷۸، فرامرز قریبیان)
- اجاره‌نشین‌ها (۱۳۶۵، داریوش مهرجویی)
- تشکیلات (۱۳۶۵، منوچهر مصیری)
- کنار برکه‌ها (۱۳۶۵، یدالله نوعصری)
- آن سفرکرده (۱۳۶۳، احمد نیک آذر)

### تلویزیونی
| سال       | نام                                    | سمت                    | کارگردان                       | توضیحات                                                            |
| --------- | -------------------------------------- | ---------------------- | ------------------------------ | ------------------------------------------------------------------ |
| ۱۴۰۱      | خداداد                                 | بازیگر                 | علی غفاری                      | شبکه ۲                                                             |
| ۱۳۹۹      | شرم                                    | بازیگر                 | احمد کاوری                     | شبکه ۳ -(پس از درگذشت سیروس گرجستانی جایگزین وی در نقش عزیزآقا شد) |
| ۱۳۹۹      | صفر بیست و یک                          | بازیگر                 | سید جواد رضویان _ سیامک انصاری | شبکه ۳                                                             |
| ۱۳۹۸      | به رنگ خاک                             | بازیگر                 | حسن لفافیان و سید محسن یوسفی   | شبکه ۱                                                             |
| ۱۳۹۷      | نگهبان زمین                            | بازیگر                 | علی میری رامشه                 | شبکه ۵                                                             |
| ۱۳۹۷      | مینو                                   | بازیگر                 | امیرمهدی پوروزیری              | شبکه ۱                                                             |
| ۱۳۹۷      | راه و بیراه                            | بازیگر                 | داود بیدل                      | شبکه ۱                                                             |
| ۱۳۹۷      | هیئت مدیره                             | بازیگر                 | مازیار میری                    | شبکه ۵                                                             |
| ۱۳۹۵      | برنا                                   | بازیگر                 | عباس رنجبر                     | شبکه ۳                                                             |
| ۱۳۹۴–۱۳۹۵ | معمای شاه                              | بازیگر مهمان           | محمدرضا ورزی                   | شبکه ۱                                                             |
| ۱۳۹۳      | برابر اصل                              | بازیگر                 | سیدجلال‌الدین دری               | شبکه ۱                                                             |
| ۱۳۹۲–۱۳۹۳ | خط                                     | بازیگر                 | عباس رنجبر                     | شبکه ۳                                                             |
| ۱۳۹۲      | تله‌فیلم «پر سیاوشان»                   | بازیگر                 | مجتبی بیطرفان                  |                                                                    |
| ۱۳۹۲      | شب‌های روشن                             | بازیگر                 | مجید مظفری                     | شبکه ۱                                                             |
| ۱۳۹۲      | تله‌فیلم «آخرین زمزمه»                  | بازیگر                 | سجاد شهریاری                   |                                                                    |
| ۱۳۹۱      | تله‌فیلم «نغمهٔ نوروز»                   | بازیگر                 | سیدمحسن یوسفی                  | شبکه ۳                                                             |
| ۱۳۹۱      | تله‌فیلم «مهره سوخته»                   | بازیگر                 | احمد معظمی                     |                                                                    |
| ۱۳۹۰      | تله‌فیلم «عروسی‌خانه»                    | بازیگر                 | محسن توکلی                     | صدا و سیمای مرکز اراک                                              |
| ۱۳۹۰      | نابرده رنج                             | بازیگر                 | علیرضا بذرافشان                | شبکه ۳                                                             |
| ۱۳۹۰      | شهر دقیانوس                            | بازیگر                 | مهرداد خوشبخت                  |                                                                    |
| ۱۳۸۸      | بانو                                   | بازیگر                 | فرید سجادی حسینی               | شبکه ۳                                                             |
| ۱۳۸۸      | تله‌فیلم «جویندگان صندوقچه طلا»         | بازیگر                 | حسین تبریزی                    | در عید فطر ۱۳۸۸ از شبکه ۲ پخش شد.                                  |
| ۱۳۸۷      | تله‌فیلم «راه نیرنگ»                    | بازیگر                 | مهرداد خوشبخت                  |                                                                    |
| ۱۳۸۷      | آخرین دعوت                             | بازیگر                 | حسین سهیلی‌زاده                 |                                                                    |
| ۱۳۸۵      | خون‌بها                                 | بازیگر                 | جواد مزدآبادی                  | این سریال در سال ۱۳۸۹ از شبکه ۱ پخش شد.                            |
| ۱۳۸۵      | زیر تیغ                                | بازیگر                 | محمدرضا هنرمند                 | شبکه ۱                                                             |
| ۱۳۸۳      | باجناغ‌ها                               | بازیگر                 | فرهاد آئیش                     | شبکه تهران                                                         |
| ۱۳۸۲      | تله‌فیلم «کودتای سیاه»                  | بازیگر                 | محمدرضا ورزی                   |                                                                    |
| ۱۳۸۲      | سایه سکوت                              | بازیگر                 | جواد افشار                     |                                                                    |
| ۱۳۸۲      | وارث                                   | بازیگر                 | کاظم بلوچی                     |                                                                    |
| ۱۳۸۲      | معصومیت ازدست‌رفته                      | بازیگر                 | داوود میرباقری                 | بهار سال ۱۳۸۲ از شبکه ۳ پخش شد.                                    |
| ۱۳۸۱      | نسیم رؤیا                              | بازیگر                 | کاظم بلوچی محسن عظیمی‌نیا       | در ماه رمضان ۱۳۸۱ پخش می‌شد.                                        |
| ۱۳۸۱      | آبی مثل دریا                           | بازیگر                 | ابوالقاسم معارفی               | شبکه تهران                                                         |
| ۱۳۸۱      | فرمان                                  | بازیگر                 | مسعود رشیدی                    |                                                                    |
| ۱۳۸۰–۱۳۸۱ | حجر بن عدی                             | بازیگر                 | تاجبخش فدائیان                 |                                                                    |
| ۱۳۷۹      | مسافر ری                               | بازیگر                 | داوود میرباقری                 |                                                                    |
| ۱۳۷۷      | فکر پلید                               | بازیگر                 | محسن شاه‌محمدی                  | شبکه ۱                                                             |
| ۱۳۷۷      | به‌سوی افتخار                           | بازیگر                 | سیروس مقدم                     |                                                                    |
| ۱۳۷۷      | برادر خواب                             | بازیگر                 | محسن شاه‌محمدی                  | شبکه ۱                                                             |
| ۱۳۷۵–۱۳۷۶ | بازگشت پرستوها                         | بازیگر                 | ابوالقاسم طالبی                | شبکه ۲                                                             |
| ۱۳۷۴–۱۳۷۵ | وکلای جوان                             | بازیگر مهمان           | بهرام کاظمی                    |                                                                    |
| ۱۳۷۴      | مجسمه‌های گچی                           | بازیگر                 | رسول نجفیان                    | بخشی از مجموعه «قصه شب سیما»، که شبها از شبکه ۱ پخش می‌شد.          |
| ۱۳۷۴      | شبحی در تاریکی                         | بازیگر                 | محسن شاه‌محمدی                  | شبکه ۱                                                             |
| ۱۳۷۳–۱۳۷۴ | شلیک نهایی                             | بازیگر                 | محسن شاه‌محمدی                  | شبکه ۱                                                             |
| ۱۳۷۳–۱۳۷۴ | در پناه تو                             | بازیگر                 | حمید لبخنده                    | شبکه ۲                                                             |
| ۱۳۶۷      | تله‌تئاتر «گزارش محرمانه اکتاویو والدز» | بازیگر                 | صادق هاتفی                     |                                                                    |
| ۱۳۶۵–۱۳۶۶ | گرگ‌ها                                  | بازیگر                 | داوود میرباقری                 |                                                                    |
| ۱۳۶۴      | حکایت مسافر گمنام                      | بازیگر                 | داوود میرباقری                 |                                                                    |
| ۱۳۶۴      | آئینه                                  | بازیگر                 | غلامحسین لطفی                  |                                                                    |
| ۱۳۶۳      | افسانه سلطان و شبان                    | بازیگر                 | داریوش فرهنگ                   | در نقش «مقام کشوری»                                                |
| ۱۳۶۳      | تله‌تئاتر «دستهای آلوده»                | بازیگر                 | صادق هاتفی                     | کارگردان تلویزیونی: «بیژن صمصامی» نویسنده: «ژان-پل سارتر»          |
| ۱۳۶۱–۱۳۶۲ | شاه‌شکار                                | بازیگر                 | سعید نیک‌پور                    |                                                                    |
| ۱۳۶۱      | همشهری                                 | بازیگر و کارگردان هنری | مسعود فروتن حسین فردرو         | کارگردانان هنری: جهانگیر الماسی، سیاوش طهمورث                      |

### نمایش خانگی
| سال  | نام           | نقش           | کارگردان         |
| ---- | ------------- | ------------- | ---------------- |
| ۱۴۰۰ | زخم کاری      | نعمت ریزآبادی | محمدحسین مهدویان |
| ۱۴۰۱ | بتمن در ایران |               | جواد نوروزبیگی   |

### تئاتر
- نمایشنامه‌خوانی اژدهاک در سان فرانسیسکو با حضور بهرام بیضایی[۶]